# 亿万像素巨图计划
十億畫素巨图计划（英語：Gigapxl Project）是一項將超高解像度技術運用於大片幅攝影領域的計劃，由退休物理學家格雷厄姆·弗林特（Graham Flint）於2000年底發起。
這項計劃藉由深入分析從感光到終端列印各方面的步驟，設計並建造出一個特殊的相機和相關程序。他們在掃描9x18吋的底片後取得四十億畫素的(1百萬畫素的4000倍)解析度，並放大到4片拼接起來的96x192吋相片。
Google在2007年8月開始把Gigapxl相片加入到Google地球計劃的三維虛擬環境中。

## 外部連結
- （英文）官方網站 (連結目前失效)
- （英文）Photographer Seeks Resolution （页面存档备份，存于）, Wired News 文章